# Joop Gouweleeuw

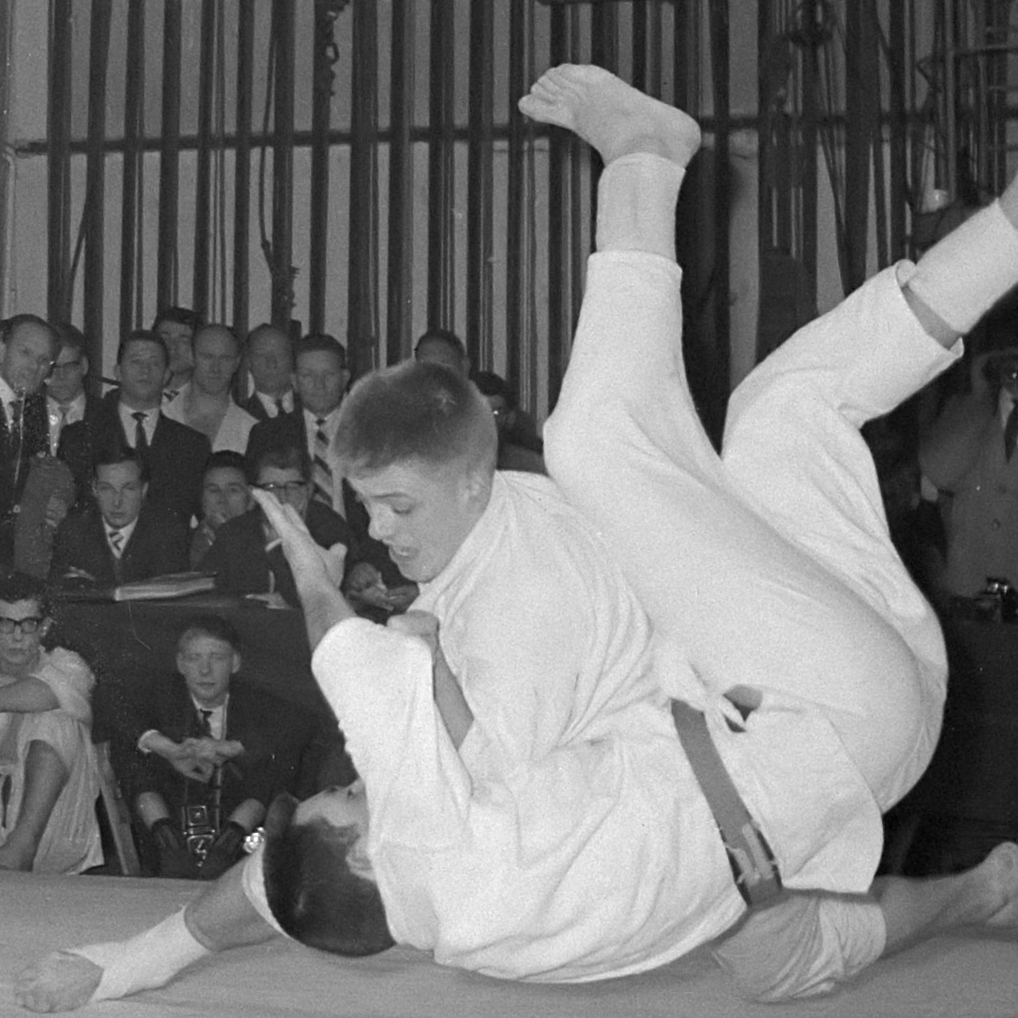
Joop Gouweleeuw besiegt Carel Zappeij bei den niederländischen Meisterschaften 1961

Job Johannes „Joop“ Gouweleeuw (* 5. September 1940 in Delft; † 29. Januar 2017) war ein niederländischer Judoka. Er war Europameister 1966 im Halbschwergewicht, der Gewichtsklasse bis 93 Kilogramm.

## Karriere
Der 1,83 m große Joop Gouweleeuw war 1961 niederländischer Meister in der Gewichtsklasse über 80 Kilogramm. Bei den Meisterschaften 1964 belegte er in der offenen Klasse den zweiten Platz hinter Anton Geesink. Bei der olympischen Premiere des Judosports 1964 in Tokio trat Geesink in der offenen Klasse an und Gouweleeuw im Schwergewicht (über 80 Kilogramm). Im Schwergewicht gab es fünf Vorrundengruppen. Gouweleeuw gewann seinen Kampf gegen den Deutschen Herbert Niemann und unterlag Ansor Kiknadse aus der Sowjetunion. In der Gesamtwertung wird er mit den anderen Gruppenzweiten als gemeinsamer Sechster geführt.
Bei den Europameisterschaften 1965 in Madrid erreichte Gouweleeuw das Finale in der Gewichtsklasse bis 93 Kilogramm und unterlag Anatoli Judin aus der Sowjetunion. Ein Jahr später bei den Europameisterschaften 1966 in Luxemburg bezwang Gouweleeuw im Finale den Deutschen Peter Herrmann. Ende 1966 siegte Gouweleeuw noch einmal bei den niederländischen Meisterschaften.
Gouweleeuw betrieb ab 1965 bis etwa 2010 zusammen mit seiner Frau eine eigene Judoschule in Delft. Gouweleeuw wurde mit dem achten Dan im Judo und mit dem vierten Dan im Jiu Jitsu ausgezeichnet.